# Hydropsyche resmineda
Hydropsyche resmineda är en nattsländeart som beskrevs av Malicky 1977. Hydropsyche resmineda ingår i släktet Hydropsyche och familjen ryssjenattsländor. Inga underarter finns listade i Catalogue of Life.